# 가락국기
《가락국기》(駕洛國記)는 가락국의 역사를 서술한 책이다. 현전하지 않는다.

## 개요
고려 문종 때 금관주지사(金官州知事)의 저술이라고 하지만 작자는 미상이다.
내용은 김수로왕(金首露王)의 전설과 금관가야의 일을 적었으며, 《삼국유사》의 《가락국기》(駕洛國記) 편에서 줄거리가 수록되어 전하는데, 사실(史實)의 정확성은 떨어지나 가야사에 대한 기록이 거의 남아있지 않다시피한 상황에서 매우 중요한 자료라 하지 않을 수 없다.

## 같이 보기
- 가야
- 삼국유사
- 개황력